# Jutta Niehaus
Jutta Niehaus, född den 1 oktober 1964 i Bocholt, Tyskland, är en västtysk tävlingscyklist som tog OS-silver i linjeloppet vid olympiska sommarspelen 1988 i Seoul. 